# Židé v Nizozemsku

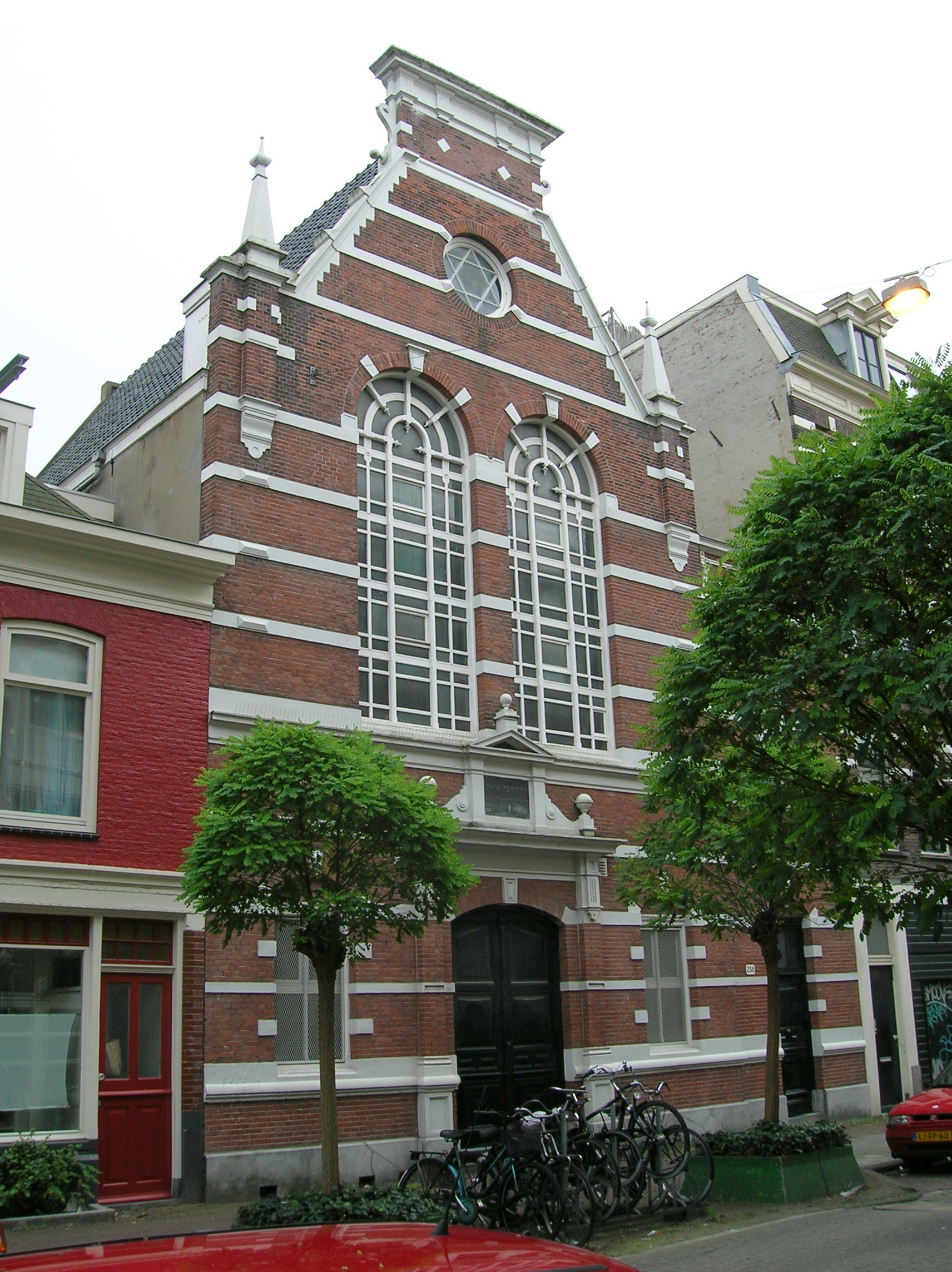
Synagoga Gerard Doustraat

Židé v Nizozemsku patří k nejvíce postiženým holocaustem. Navzdory památnému odporu bylo vyhlazování úspěšné. Z předválečného počtu více než 150 000 osob přežilo deportace 25 000 Židů. Mnoho lidí zemi po válce opustilo pro pocit nemožnosti komunitu obnovit. Ti, kteří zůstali, byli podporováni jak státem, tak nežidovským obyvatelstvem. V současné době žije v Nizozemsku přibližně 30 000 osob židovského vyznání, z toho zhruba polovina žije v Amsterodamu.
Historickou zajímavostí je, že v 17. století se stal vrchním rabínem amsterdamské židovské obce Cvi Aškenázi z Velkého Meziříčí.